# Commémoration de tous les fidèles défunts
« Jour des morts » redirige ici. Pour la fête mexicaine, voir Jour des morts (Mexique).
Ne doit pas être confondu avec Fête des morts ou Toussaint.
 (décembre 2021).
La commémoration de tous les fidèles défunts,, appelée aussi jour des morts, est une célébration qui dans l'Église latine a lieu le 2 novembre, le lendemain de la fête de la Toussaint, selon le rite romain et l'ambrosien.
Si le 2 novembre tombe un dimanche, le calendrier général romain recommande que la commémoration des défunts s'intègre avec la célébration du dimanche : la messe est celle de la commémoration, mais avec chant du Gloire à Dieu et du Credo. « Pour la liturgie des Heures : on prend l'office du dimanche et non pas celui des défunts. Toutefois, si l'office des laudes ou des vêpres est célébré avec la participation du peuple, il est possible de prendre l’office des défunts. »

## Origines
La commémoration des morts a été instituée pour obtenir de Dieu qu'il délivre ou soulage les âmes du purgatoire.
L'office des morts prend son origine dans la veillée des morts que les premiers chrétiens faisaient à l'exemple des juifs. Dans les premiers siècles du christianisme, des prières, et ensuite des messes, sont dites pour les défunts.
Les premiers textes qui parlent d'un office spécifique pour les morts datent du IXe siècle. Amalaire, diacre puis abbé de Metz, en fait mention dans De ecclesiasticis officiis écrit vers 820. En 998, Odilon, abbé de Cluny, institue, le 2 novembre, une journée consacrée à la commémoration de tous les fidèles trépassés. Le pape Léon IX (pape de 1049 à 1054) approuvera cette décision. La commémoration des fidèles défunts se répand alors dans toute la chrétienté. Au XIIIe siècle, elle entre dans la liturgie romaine et devient une fête universelle dans l'Église.

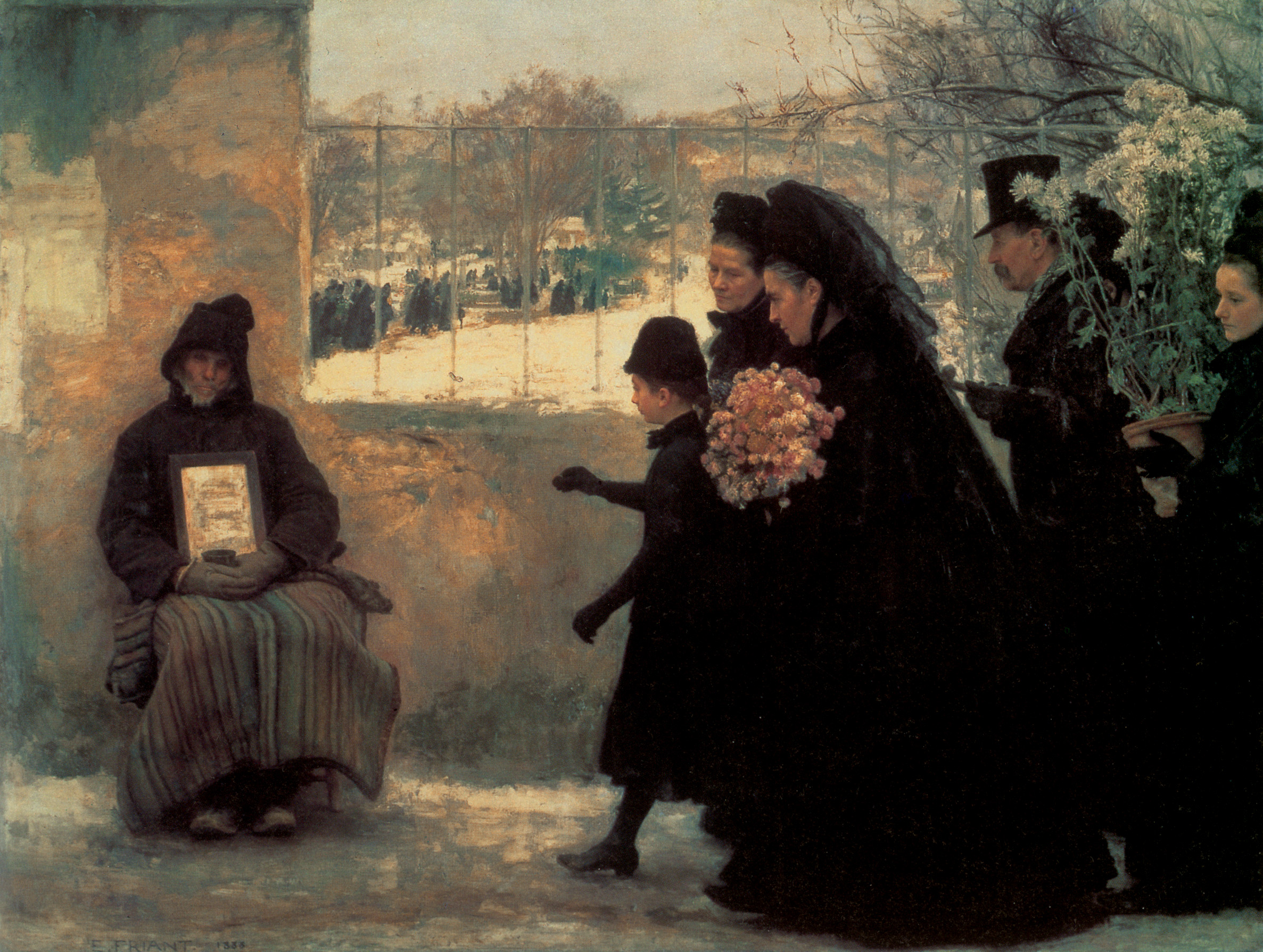
Émile Friant, La Toussaint, 1888, musée des Beaux-Arts de Nancy

Si elle commémore les défunts, cette célébration, est aussi, en un sens, la fête des vivants. L'Église catholique professe la foi en l'immortalité de l'âme. La prière pour ceux qui nous ont quittés est ainsi marquée du sceau de l'espérance. « Ceux qui sont passés sur l'autre rive sont aussi, et davantage, vivants que nous ».
Dans l'Église orthodoxe et les Églises catholiques orientales de rite byzantin, il y a plusieurs commémorations des fidèles défunts, presque toujours le samedi, le jour de la permanence du corps de Jésus dans le tombeau. Dans le rite arménien, c'est, entre autres, le lundi de Pâques.

## Messe
La première indication d'une tradition de célébrer trois messes le 2 novembre, comme le jour de Noël, se trouve parmi les dominicains de Valence (Espagne) à la fin du XVe siècle. En 1748 le pape Benoît XIV l'a approuvée pour l'Espagne, le Portugal et leurs empires. Benoît XV l'a autorisée dans toute l'Église, à condition de n'appliquer qu'une seule, avec perception d'honoraire, à l'intention du prêtre célébrant, et d'appliquer, sans honoraire, la seconde à tous les fidèles défunts et la troisième aux intentions du pape,,.

## Indulgences
L'Église accorde sous les conditions habituelles une indulgence plénière applicable uniquement aux âmes du purgatoire, à chaque fidèle qui visite un cimetière et prie pour les défunts, ne serait-ce que mentalement, entre le 1er et le 8 novembre (indulgence gagnable quotidiennement), ou qui le jour des fidèles défunts, ou bien avec le consentement de l'Ordinaire (le dimanche précédent ou suivant), ou le jour de la Solennité de la Toussaint, visite pieusement une église ou un oratoire et y récite le Notre Père et le Credo,.

## Traditions
Dans plusieurs pays catholiques, le jour des défunts et ses prières sont associés à la fabrication de mets propres à cette commémoration, tels le pain de mort ou les calaveras au Mexique pour le Jour des morts, la frutta di Martorana en Sicile ou le pan dei morti (it) en Lombardie.